# 烏薩托韋
46°32′11″N 30°39′24″E / 46.53639°N 30.65667°E

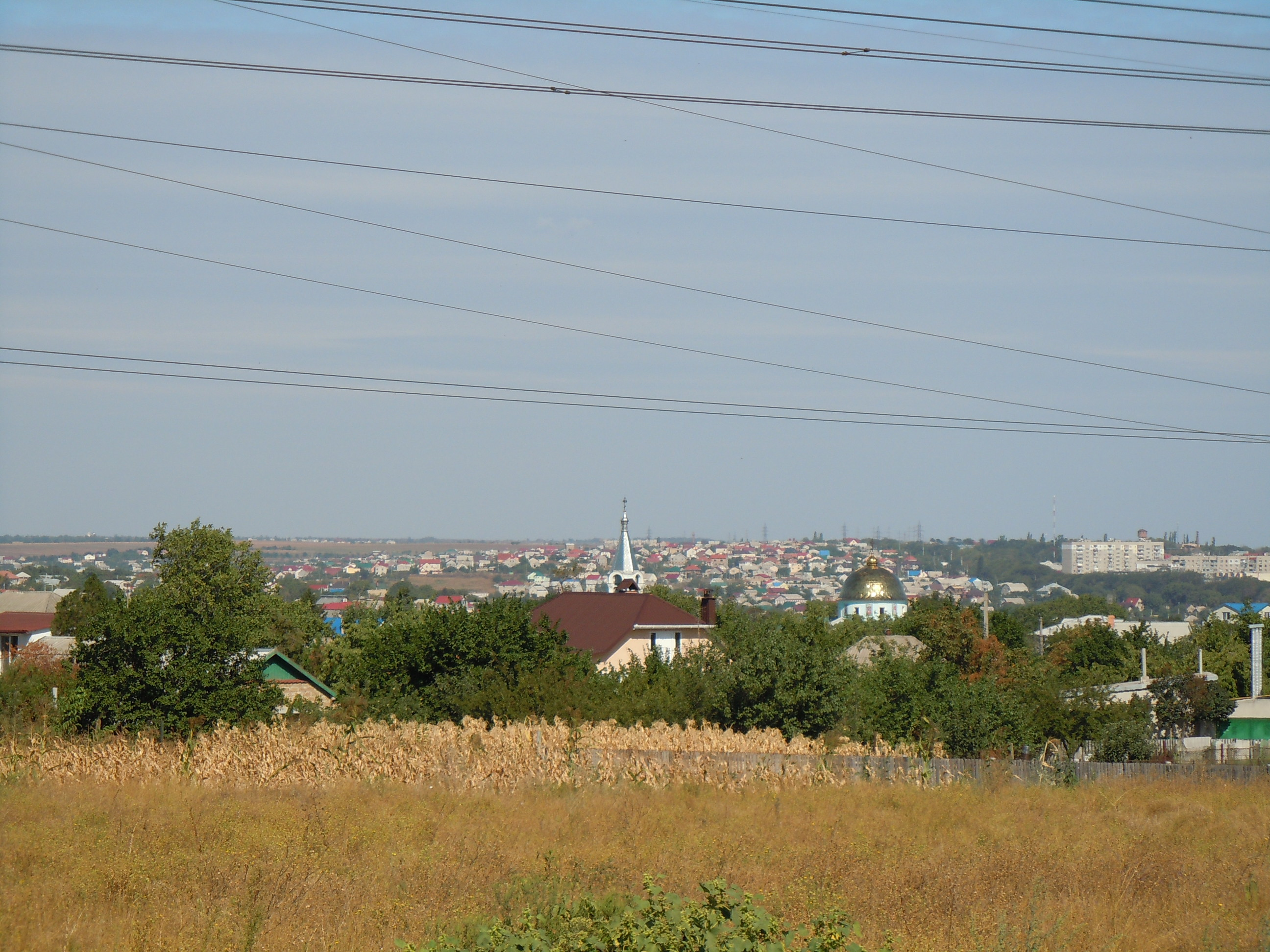

烏薩托韋（烏克蘭語：Усатове）是位於烏克蘭西南部的村莊，由敖德萨州敖德萨区的烏薩托韋市鎮負責管轄。該村始建於1790年，面積4.53平方公里，海拔高度39米，2001年人口8,483，人口密度每平方公里1,872.63人。